# Квинт Сервилий Цепион (консул 106 пр.н.е.)
Вижте пояснителната страница за други личности с името Квинт Сервилий Цепион.
Квинт Сервилий Цепион (на латински: Quintus Servilius Caepio) e политик на Римската република през 2 век пр.н.е.
Син е на Квинт Сервилий Цепион (консул 140 пр.н.е.). Той е баща на Квинт (проконсул 90 пр.н.е.), дядо на Сервилия Цепиона и прадядо на Марк Юний Брут.
От 129 до 126 пр.н.е. е военен трибун в Азия, 109 пр.н.е. e претор в провинция Далечна Испания, където се бие против лузитаните и 107 пр.н.е. празнува триумф в Рим. През 106 пр.н.е. Цепион е избран за консул заедно с Гай Атилий Серан. Той отменя решението на Гай Гракх, което се давало право на конниците да седят в съда вместо сенаторите.
През 105 пр.н.е. Цепион отива като проконсул в Галия, за да се бие заедно с консула на годината Гней Малий Максим, против кимврите. Неговото презрително отношение към главнокомандващия, както и нежеланието да присъедини армията си към основните войски, водят до разгром на римляните в битката при Аравзио (в Прованс). След връщането му е осъден за тази загуба и кражба на златото от Толоза и пратен в изгнание.
Той живее след това в Смирна в Мала Азия.